# Palais Mancini
Le palais Mancini est un palais situé à Rome. Il fut de 1725 à 1793 la résidence des pensionnaires de l'Académie de France à Rome

## Histoire
En 1634, Lorenzo Mancini, frère du cardinal Francesco Maria Mancini, épousa Geronima Mazzarino, sœur du cardinal Mazarin. Pour les noces, le vieil immeuble de la famille Mancino fut agrandi avec l'acquisition de quatre maisons adjacentes et le nouveau bâtiment fut dessiné par l'architecte Carlo Rainaldi. Le bâtiment fut complété par Philippe Mancini, duc de Nevers, entre 1687 et 1689.
Le roi Louis XV ordonna en 1737 l'acquisition du palais qui était depuis 1725 la résidence de l'Académie de France à Rome, succédant au palais Capranica. En 1793, après les émeutes anti-françaises et l'assassinat de Nicolas-Jean Hugou de Bassville, l'Académie quitte le palais. Après la révolution, celui-ci devient la résidence de l'ambassade de France, près du Saint-Siège. En 1798, l'Académie revient au palais, mais en 1799, après la défaite des Français, le siège fut occupé et pillé. 
En 1803, il fut remplacé par la villa Médicis qui devient la nouvelle résidence de l'académie et en 1818 il fut acheté par Louis Bonaparte qui le céda dix ans plus tard à la veuve de Victor-Emmanuel Ier de Sardaigne, Marie-Thérèse d'Autriche-Este. Par l'intermédiaire de la fille de celle-ci, Marie-Christine de Savoie, devenue reine consort des Deux-Siciles, il passa en 1831 aux Bourbon de Naples et en 1853 à Scipion Salviati. 
En 1919, la banque de Sicile en fit l'acquisition pour y installer son siège romain. Après la reprise de la banque sicilienne par UniCredit, le palais est cédé au groupe immobilier Kryalos SGR en 2019 qui le revend à UnipolSai Investimenti Sgr trois ans plus tard.

## Vues

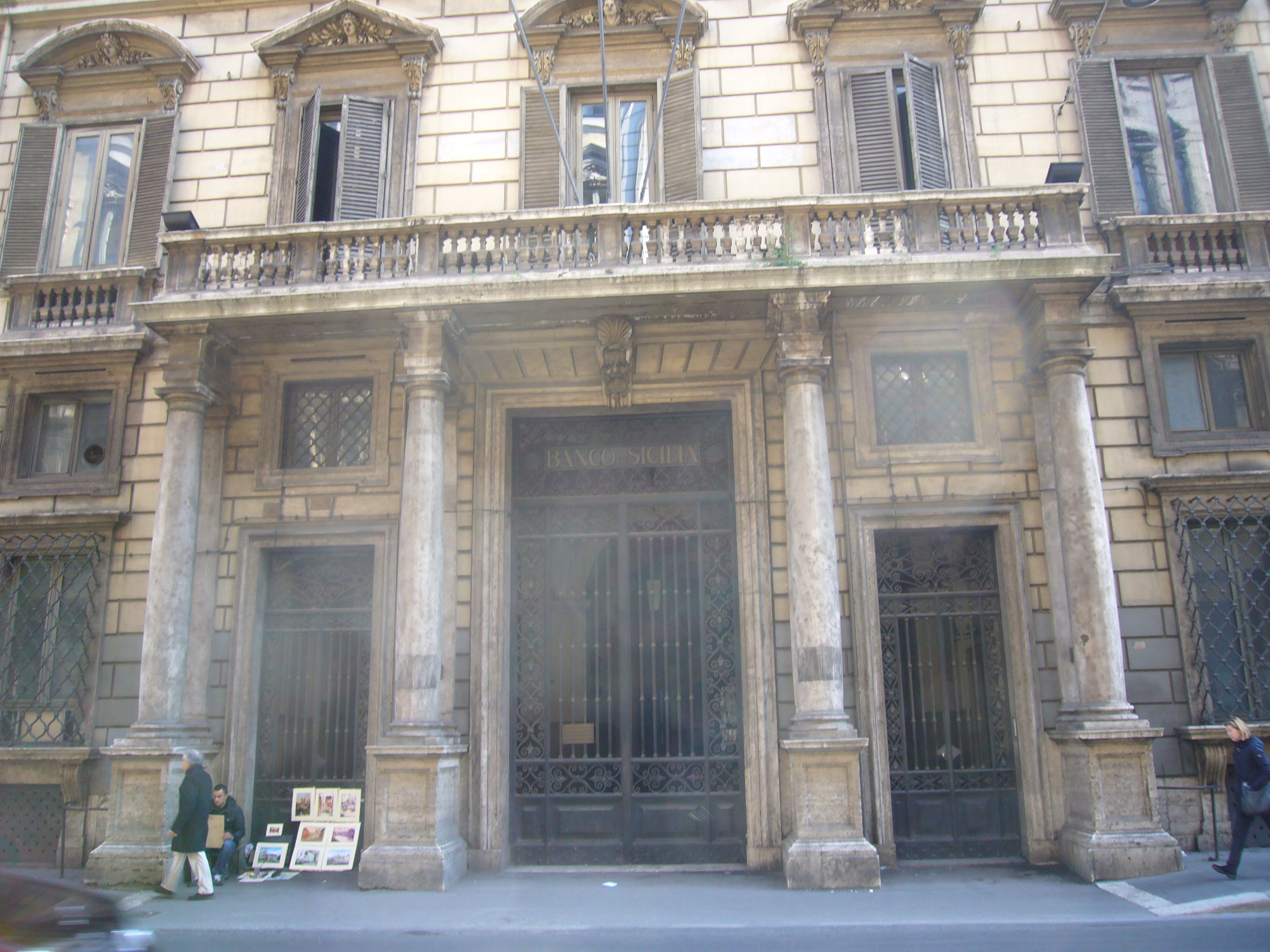
Façade, via del Corso.
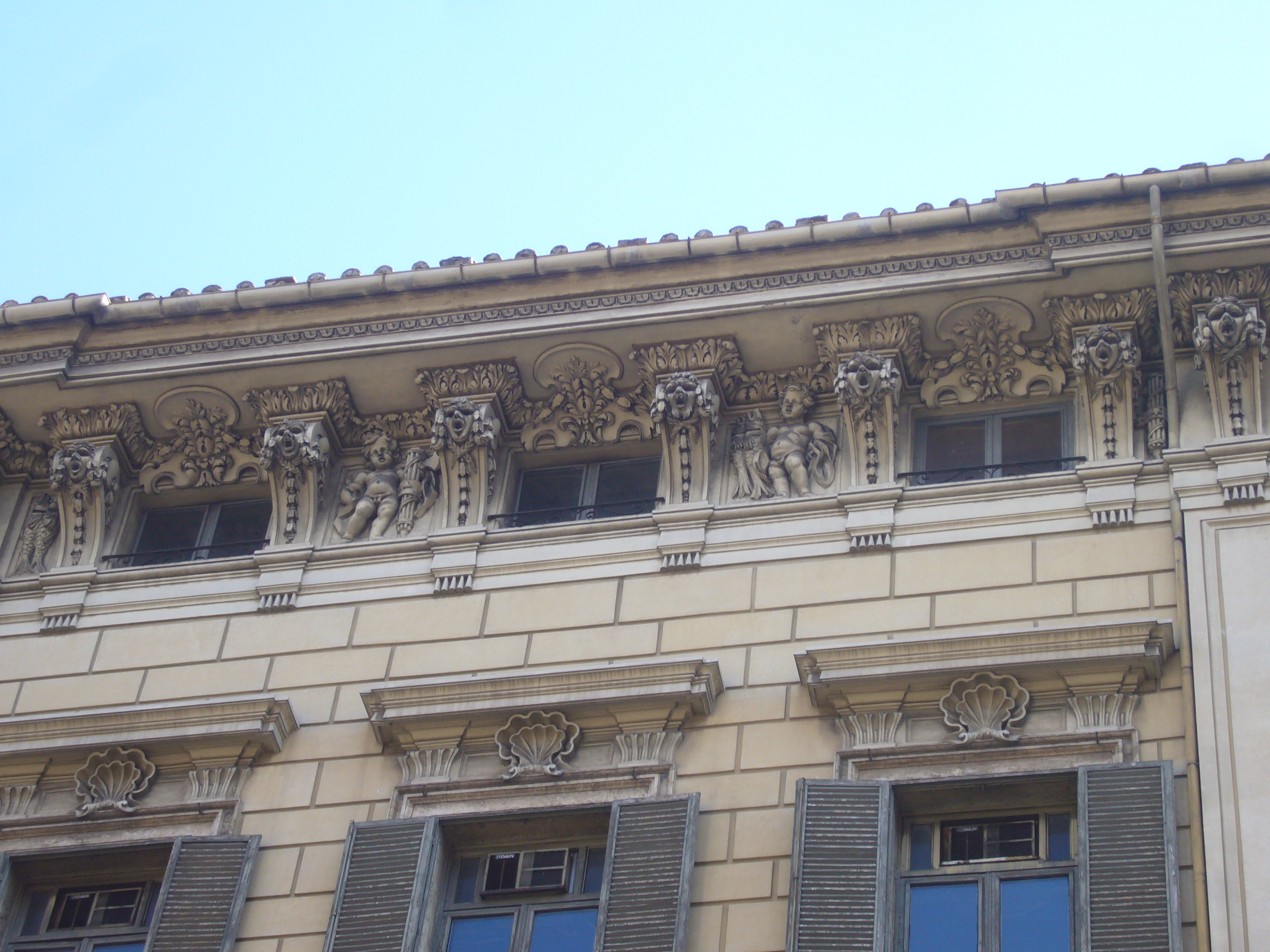
Détail.
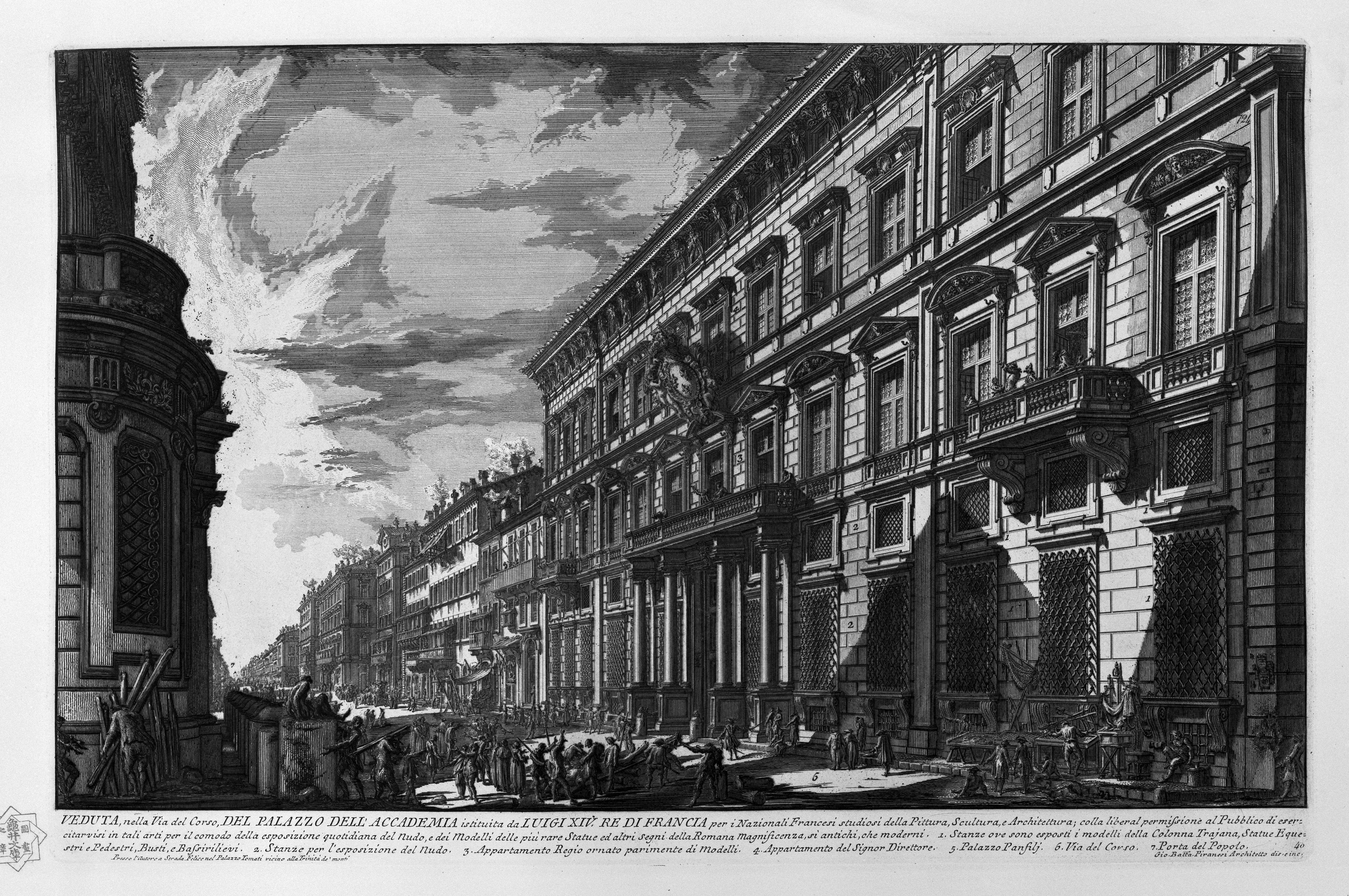
Palais Mancini, Giovanni Battista Piranesi, 1752.